# Kininvie House

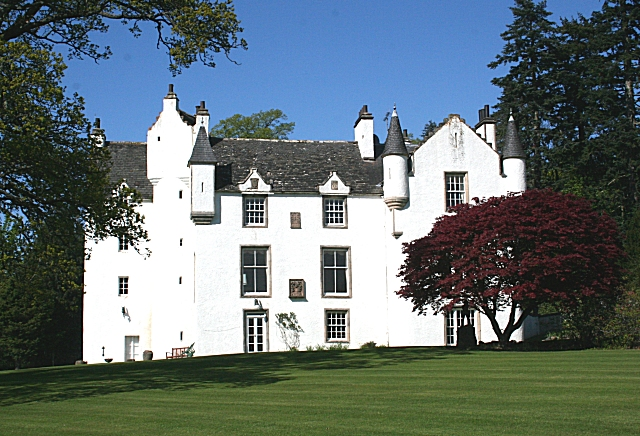
Kininvie House, Escócia

Kininvie House é uma mansão acastelada do século XV localizada em Mortlach, Moray, Escócia.

## História
A mansão parece ter sido reconstruída no final do século XVI, mas as muralhas são provavelmente mais antigas, sendo que a estrutura original é tida de 1480.
Encontra-se classificada na categoria "A" do "listed building" desde 22 de fevereiro de 1972.
A mansão possui também um pombal que se encontra-se classificado na categoria "B" do "listed building" desde a mesma data.